# Albert Lantoine
Pour les articles homonymes, voir Lantoine.
Albert Lantoine, né à Arras le 31 janvier 1869 et mort à Paris (9e) le 7 mars 1949, est un franc-maçon et essayiste français, dont la franc-maçonnerie fut le sujet essentiel des écrits.

## Biographie

### Jeunesse
Albert Lantoine est un poète, un romancier et il est surtout connu comme un historien de la franc-maçonnerie.
À 18 ans, il publie ses premiers poèmes dans L'Écho des Rosati d'Arras. Ses publications dont des poésies, pièces de théâtre, et autres recueils vont alors se suivre.
Il rencontre Verlaine et d'autres littérateurs de son époque.  
En 1895, à Paris, il épouse Blanche Côté, aquarelliste. Elle était la petite-fille de l'homme politique et pasteur baptiste canadien-français Cyrille Côté.

### Franc-maçonnerie
Albert Lantoine est reçu franc-maçon dans la loge no 1 du Droit Humain, le 8 décembre 1900, le même jour que sa femme Blanche. Toutefois, cette nouvelle obédience n'étant pas reconnue, il rejoint alors la loge « la Jérusalem écossaise » no 99 de la Grande Loge symbolique écossaise. Le 24 mai 1901 qui s’apprête à intégrer la naissante Grande Loge de France. En 1903, il préside aux destinées de cette loge, qui est également la loge de Georges Martin en 1903. 
En 1905, il fait une intervention lors du convent de la Grande Loge de France, où il se déclare pour les loges d'adoption que l'obédience propose de recréer, tout en restant opposé à leur principe de mise sous tutelle des femmes, qu'il juge inadmissible. Il continue de fréquenter la franc-maçonnerie mixte du Droit Humain au travers de la loge Marie Bonnevial no 4, dont est membre sa femme, Blanche Lantoine (1868-1915) qui le suit dans son aventure maçonnique, elle devient un membre important du Droit Humain et de sa première scission, la Grande Loge mixte symbolique (1913). Il est aussi un membre fondateur de cette nouvelle obédience mixte, dont sa femme devient rapidement grande secrétaire générale, le titre de grand maitre étant supprimé.
Le 20 janvier 1908, le conseil fédéral de la Grande Loge de France le nomme à la tête d'une commission chargée d’organiser une bibliothèque et un musée maçonnique. Le 17 février 1908, il présente son rapport sur la bibliothèque et demande l'octroi d'un emplacement pour l’installer. Le 15 juin 1908, il demande et obtient une subvention de 200 francs pour créer une bibliothèque à la « salle du petit comité ». Le 21 décembre 1908, il est mentionné comme bibliothécaire dans les procès-verbaux du conseil et le 11 septembre 1911 le conseil fédéral pérennise le poste et le maintient dans cette fonction. Il est grand bibliothécaire de la Grande Loge de France pendant 31 ans, de 1908 à 1939,.
La 20 juin 1910, lors du conseil fédéral, il demande la création de la loge Le Portique (no 427 de la Grande Loge de France), en tant qu'animateur principal de cette fondation. La demande est acceptée et la nouvelle loge est installée le mardi 12 juillet suivant par le grand maître Gustave Mesureur. Après la Première Guerre mondiale, la loge est mise en sommeil en 1919, elle est réveillée le 20 janvier 1922, avec Albert Lantoine comme vénérable maître provisoire, Francis Baumal lui succède en 1923. Lantoine redevient vénérable maître en 1934.
Bien qu'ayant une opinion peu positive des hauts grades maçonniques, il est reçu 33e du Rite écossais ancien et accepté le 28 mai 1926, après avoir reçu le 30e (Chevalier Kadosh) le même jour. 
Pendant la Seconde Guerre mondiale, sa bibliothèque et son manuscrit sur la duchesse de Lamballe prêt à être publié, ainsi que celui sur Lafayette auquel il travaille, sont saisis par la Gestapo et Lantoine est complètement ruiné. Après la guerre le comité d'épuration de la Grande Loge de France le fait interroger par un jeune vénérable maître de la loge Les Libérateurs no 392. Outré par les questions posées sur son attitude pendant l'occupation, Lantoine le met à la porte. Son cas n'est pas consigné dans le rapport du comité et Lantoine ne revient pas en loge. Il cesse aussi toute activité, tant dans l'obédience que dans la juridiction du Rite écossais ancien et accepté.
Le 9 février 1945 Albert Lantoine épouse Marie Marguerite Appoline Dessubré (1875- 1967) à la Mairie du 10e arrondissement de Paris. Marguerite Lantoine avait appartenu dans sa jeunesse à la même obédience - la Grande Loge Mixte de France - que Blanche, la première épouse de d'Albert, elle tenait la librairie Le Bibliomane au 2, avenue Trudaine, dans le 9e arrondissement de Paris, non loin du domicile de Lantoine.
Albert Lantoine meurt chez lui au 24 rue Navarin le 7 mars 1949, il est enseveli au cimetière parisien de Pantin, division 17, ligne 1, tombe 4.

## Thèses
Au sujet du lien entre les hauts grades maçonniques et les Templiers, il a affirmé que la charte dite de « Larmenius » était une fabrication de circonstance et prolongeait le mythe chevaleresque mêlant rêves et réalité.

### Préfacier
- Le Serpent vert. Conte symbolique de Goethe. Préfacé par Albert Lantoine, traduit et commenté par Oswald Wirth (1935), Éd. Dervy  (ISBN 978-2-84454-009-6)
- G. Erastoff, La déroute, Étude-préface sur la littérature russe par Albert Lantoine, Paris, 1909, Émile Nourry, lire en ligne sur Gallica

## Publications
- Pierre d'Iris, Éditions Lemerre, 1889.
- Elisçuah, roman, Bibliothèque artistique et littéraire, 1896. Réédition Nabu Press - 2010.
- La Caserne, roman, Bibliothèque artistique et littéraire, 1899.
- La Franc-maçonnerie et le Néo-Malthusianisme, article dans Génération Consciente, no 51, 1912.
- Le Réveil de Nebucadnetzar. Conte du pays de Babylone historié et calligraphié en caractères cunéiformes par Latour Jan. Éditions Georges Crès, Paris 1919. Tirage à 150 exemplaires.
- Les Roseaux de Midas. Éditions du Livre Mensuel, 1919.
- Paul Verlaine Et Quelques-Uns, Direction Du Livre Mensuel - 1920.
- Histoire De La Franc-Maçonnerie Française. La Franc-Maçonnerie dans L'État, Emile Nourry - 1925
- Histoire de la Franc-maçonnerie Française. La Franc-maçonnerie chez Elle. Éditions E. Nourry, 1927.
- Histoire de la Franc-maçonnerie Française. Le Rite Écossais Ancien et Accepté. Éditions E. Nourry, 1930.
- Hiram Couronné d'Épines. Éditions E. Nourry, 1926.
- Un Précurseur de la Franc-Maçonnerie John Toland. 1670-1722, suivi de la traduction française du Pantheisticon de John Toland Éditions E. Nourry, 1927.
- Lettre Au Souverain Pontife, préface d'Oswald Wirth, Éditions Du Symbolisme, 1937, 237 p. lire en ligne sur Gallica
- Les Lézardes Du Temple. Éditions Du Symbolisme - 1939
- Les Sociétés Secrètes Actuelles En Europe Et En Amérique, Presses Universitaires De France - 1940.
- Finis Latomorum. Édition posthume. Éditions de L'Hermite, 1950.

## Pour approfondir